# باي بلاخ (سقز)
قرية باي بلاخ (بالكردية: باژبڵاخ) هي إحدى القرى التابعة لـكولتبه في ريف قسم زيويه من مقاطعة سقز، في محافظة كردستان الإيرانية.

## السكان
حسب إحصاءات سنة 2006، بلغ إجمالي السكان في باي بلاخ 293 نسمة وعدد المساكن 65 مسكن. لغة سكان باي بلاخ هي اللغة الكردية و هم من أهل السنة والجماعة والمذهب الشافعي.